# DeepRoute.ai
DeepRoute.ai es una empresa de tecnología de autoconducción con sede en Shenzhen y Fremont (California) centrada en el avance de la logística urbana y la popularización de los robotaxis.
DeepRoute.ai se ha asociado con Caocao Mobility, Dongfeng Motors y Dongfeng Commercial Vehicle para probar vehículos autónomos.  La empresa inició el servicio de robotaxi autónomo en Wuhan en abril de 2021 y lanzó públicamente el servicio de robotaxi en Shenzhen en julio de 2021. 
En agosto de 2020, DeepRoute.ai anunció su asociación con Cao Cao Mobility,  una empresa de transporte compartido respaldada por Geely,  para probar Robotaxis en Hangzhou para las operaciones diarias, y planea proporcionar cientos de Robotaxis durante los Juegos Asiáticos de 2022. 
Deeproute.ai abrirá centro de operaciones en Alemania en 2024